# Jotham Napat
Jotham Napat (ur. 7 sierpnia 1972 na Tannie) – vanuacki meteorolog, urzędnik państwowy i polityk, przewodniczący Partii Liderów Vanuatu, od 2016 poseł do Parlamentu Vanuatu. Od 11 lutego 2025 premier Vanuatu.

## Życiorys
Studiował meteorologię na Uniwersytecie Wiktorii w Wellingtonie i w Królewskim Instytucie Technologii (RMIT) w Melbourne (dyplom uzyskał w 1998). W latach 2011–2013 był dyrektorem departamentu meteorologii i zagrożeń geologicznych, zaś od 2013 do 2013 – dyrektorem generalnym w ministerstwie adaptacji do zmian klimatu, meteorologii i zagrożeń geologicznych, energii, środowiska i krajowego zarządzania klęskami żywiołowymi. 
W 2015 był wśród założycieli Partii Liderów Vanuatu i od tego czasu pozostaje jej przewodniczącym. W wyborach w 2016 uzyskał mandat parlamentarny (jako jedyny spośród kandydatów swojej partii). 11 lutego 2016 wszedł w skład rządu Charlota Salwai'ego, jako minister infrastruktury i usług publicznych. Stanowisko to zajmował do 10 listopada 2018. Od 15 czerwca 2019 do 20 kwietnia 2020 był wicepremierem i ministrem turystyki, handlu i biznesu. Od 4 listopada 2022 do 8 sierpnia 2023 sprawował urząd ministra spraw zagranicznych (od 26 maja 2023 również wicepremiera), w gabinecie Ishmaela Kalsakau.
11 lutego 2025 został jednogłośnie wybrany przez parlament na stanowisko premiera. Uzyskał w tajnym głosowaniu 50 głosów na ogólną liczbę 52 parlamentarzystów (2 głosy były nieważne).